# 四日市市立神前小学校
四日市市立神前小学校（よっかいちしりつ かんざきしょうがっこう）は、三重県四日市市曽井町にある公立小学校。

## 沿革
- 1875年（明治8年） - 曽井学校創立
- 1888年（明治21年） - 高角尋常小学校と改称
- 1889年（明治22年） - 神前尋常小学校と改称
- 1941年（昭和16年） - 三重郡神前村国民学校と改称
- 1947年（昭和22年） - 三重郡神前村神前小学校と改称
- 1954年（昭和29年） - 三重郡神前村の四日市市に編入に伴い、四日市市立神前小学校と改称
- 1964年（昭和39年） - 校歌制定

## 通学区域
- 四日市市
  - 高角町
  - 寺方町
  - 菅原町
  - 曽井町
  - 尾平町（美里ヶ丘を除く）

高角町・寺方町・菅原町の卒業生は四日市市立三滝中学校へ、曽井町・尾平町の卒業生は四日市市立三重平中学校へ進学する。

## アクセス
- 三重交通バス 神前小学校前バス停にて下車。

## その他
- 校歌に御在所ロープウェイが登場することから、2007年から毎年御在所ロープウェイに児童が招待されている。